# Folkteatern i Göteborg
Folkteatern er et svensk teater i Göteborg, beliggende på Järntorget centralt i byen. Der arbejder omkring halvtreds mennesker på Folketeatern, dog med større udskiftninger i løbet af sæsonen afhængigt af repertoiret.
Teatret har tre scener. Stora Scenen har 329 pladser i en mobil siddeskråning, hvilket gør rummet foranderligt. Lilla Scenen er en klassisk blackbox (studiescene) og har omkring 60 pladser afhængigt af hvordan scenen er bygget. Foajéscenen bruges ofte til koncerter, foredrag osv. Teatret har også en virtuel scene på internettet, "Fjärde Scenen".

## Historie
Det første teater i Göteborg med navnet "Folkteatern" ("Folkan") åbnede 1897 i et tidligere varietélokale i Lorensbergsparken. Fra 1903 til 1922 opsatte man de populære göteborgrevyer under ledelse af Axel Engdahl. Olof Sandborg var teaterchef fra 1923-1931, og efterfølgende blev teatret anvendt til gæstespil. Denne teaterbygning brændte dog ned i 1942.
De nuværende teaterlokaler i Folkets hus ved Järntorget blev indviet i 1952. Folkets hus-teater manglede dog et fast ensemble, men fik omrejsende forestillinger i stedet. Scenen blev Programbolagets premierescene, hvor produktionerne blev præsenteret første gang, inden turnéerne fortsatte ude i landet. Den første teaterchef for Folkets hus-teatret, Carl-Axel Heiknert tiltrådte i 1954. Ambitionen var at producere teater for arbejderklassen, primært fordi teaterforestillinger tidligere havde været målrettet samfundets overklasse. En vigtig instruktør i denne periode var den tyske teatermand Erwin Piscator.
Økonomiske problemer førte imidlertid til, at Folkets Hus ikke kunne drive teatret videre, og derfor grundlagde man officielt Folkteatern i Göteborg ekonomisk förening i juni 1958. Interessenter i den økonomiske sammenslutning var forskellige fagforeninger, lejerforeninger og andre foreninger, hovedsageligt dem, der var relateret til arbejderbevægelsen. Et permanent teaterensemble blev oprettet i 1958, og man etablerede sig hermed som et af Göteborgs institutionelle teatre. Repertoiret omfattede nyskrevet svensk drama og klassikere af bl.a. Hjalmar Bergman, men også meget populære vokalspil med navne som Nils Poppe og Max Hansen. I begyndelsen af 1960'erne ændrede fokus sig med et større antal produktioner af moderne udenlandsk drama. Da Claes Sylwander tiltrådte som teaterdirektør i 1965, fandt et egentligt generationsskifte sted, som samtidigt gav teatret et publikumsløft. Samtidig modtog Folketeatern løntilskud fra staten på samme måde som Göteborgs stadsteater.

I begyndelsen af 1970'erne begyndte et samarbejde med Göteborg stadsteater, som blandt andet blev udgangspunktet for Folketeaterns mange fremadrettede aktiviteter udenfor eget teaterhus. Under teaterdirektørerne Iwar Wiklander, Lennart Hjulström og Roland Hedlund fik teatret en klar politisk venstrefløjsprofil med skuespil af blandt andre Folke Fridell og Erik Johansson på repertoiret. Mange dramatikere skrev værker direkte til Folkteatern, såsom Bengt Bratt og Kent Andersson (herunder Flotten, Happyland og Kvastenrevyerna) og Staffan Göthe (blandt andet Den itusågade damen og Den gråtande polisen). 
 I slutningen af 1980'erne fandt en større ombygning af teatret sted, samtidig med at man havde meget stor succes med produktioner som En uppstoppad hund og Markurells (sidstnævnte med teaterchefen Wiklander i titelrollen).
I løbet af 1990'erne og 00'erne blev der skabt flere kvalitetsforestillinger, eksempelvis: Rika barn leka bäst af Carin Mannheimer, Juloratoriet og Simon och ekarna, de to sidstnævnte med instruktion af Niklas Hjulström.

## I det 21. århundrede
I 2009: Teatrets nye ledelse Ulrika Josephsson (administrerende direktør) og Lars Norén (kunstnerisk leder) tiltrådte det år, hvor teatret lukkedes på grund af en omfattende renovering. Röda Scenen og foyeren blev fuldstændig ombygget, og En Trappa Ner erstattedes af Vita Scenen samt en ny blackbox i baggården. Under ombygningen spillede man danseteaterforestillingen Shortcuts på Röda Sten og Sockerpiller på Aftonstjärnan. Med nøgleordene "kunstnerisk udvikling" og "tilgængelighed" begynder den nye ledelse sit arbejde, bl.a. med en yderligere modernisering af teaterbygningen i februar 2009. Folkteatern formulerer selv sin rolle således:
"Folketeatern i Göteborg vil gerne vise den skarpeste og mest udfordrende samfundskommenterende scenekunst i dag. Med en bred og humoristisk appel ønsker Folketeatern at disrupte og sætte fokus på de mest ubehagelige problemstillinger og sammen med publikum bidrage til et samfund, hvor alle er med. Folketeatern vil også gerne være et mødested, hvor talenter kan vokse, eksperimentere og udfordre grænser, og hvor der ved siden af kulisserne på de to scener er plads til ung scenekunst og amatørteater."
I 2010: Som åbningsforestilling i den nye teaterbygning spilledes Noréns forestilling Orestien af Aischylos. Familieforestillingen Katitzi var en stor succes (blandt andet udvalgt til Teaterbiennalen 2011), og de spillede ligeledes Sinne, Två fattiga rumäner som talar polska og Skalv. Ledelsen forbinder fire artist-in-residence med teatret, blandt andet Lars-Eric Brossner, der har arbejdet på teatret i lang tid, samt instruktørerne Melanie Mederlind, Sofia Jupither samt norske Eirik Stubø. Den 10. maj, årsdagen for bogbrændingen i Berlin (1933), fejredes ytringsfriheden med en stor manifestation, Jag måste tala. En tradition på teatret der rakte yderligere et par år ind i 10'erne.
I 2011: Med forestillingen Breaking the Waves, opført i Johanneskyrkan, blev et rost samarbejde mellem Folkteatern, Göteborgs Stadsmission og Unga Folkteatern indledt. Her blandedes amatører og professionelle i unikke teaterprocesser med det formål at give nye grupper mulighed for at komme til orde. Inde på teatret spillede man Heliga Johanna från Slakthusen og det højt profilerede Apatiska för nybörjare af Jonas Hassen Khemiri, som også var et stykke, der turnerede med Riksteatern og blev sendt på SVT. Lars Norén debuterede som børneteaterinstruktør med Pingviner kan inte baka ostkaka, og man spillede også børnestykket Vargtimma. Folkeuddannelsesforummet FolkteaterAkademin blev lanceret og EU-projektet Cities on Stage gik i gang med følgende målsætning: at skabe et samarbejde mellem seks europæiske teatre samt en teaterfestival for at formidle nye forestillinger, der berører spørgsmål om levevilkår i vores miljøomskiftelige storbyer. I løbet af efteråret åbnede desuden en ny restaurant, der fortsat drives i dag af teatret. 
I 2012: Med udgangspunkt i bestyrelsens mission om "kærligt at udfordre traditionerne" fortsatte Ulrika Josephsson nu både som administrerende direktør og kunstnerisk leder, idet Lars Norén fratrådte som kunstnerisk leder. Inden for rammerne af Cities on Stage-samarbejdet instruerede Sofia Jupither Fragmente (Norén). Showet modtog fantastiske anmeldelser og turnerede det følgende år i Europa. De spillede også Vinter, Begravelsen og Räls samt Happyland 1979 i samarbejde med Göteborgs Stadsmission og Unga Folkteatern. Foyeren blev nu oftere brugt til foredrag, koncerter og mindre forestillinger. Folkteatern var (og er) desuden det officielle mødested under Göteborgs Dans & Teaterfestival.  I 2012 blev der spillet over 300 forestillinger på scenerne ved Järntorget og over 50 på turnérne. I alt besøgte knap 45.000 mennesker Folketeaterns arrangementer som foruden forestillinger og koncerter også omfattede talkshows og workshops.
I 2013: Anna Rosengren tiltrådte som administrerende direktør ved årets udgang. For at styrke teatrets økonomi blev ABF (Arbetarnas bildningsförbund) en væsentlig større aktionær end tidligere, ligesom regionen Västra Götaland øgede sit økonomiske bidrag. På scenerne spillede man Den flygande handläggaren, Vad som hände efter att Nora lämnat sin man, revyen Rôva samt børneforestillingen Det röda trädet, der blev udtaget til BIBU-festivalen i 2014. Cities on Stage gæstede teatret med La Réunification des deux Corées og samarbejdet med Regionteater Väst intensiveredes. Teatret var også vært for projektet Klyftan, hvor forskere og kulturudøvere mødtes på et seminar for at debattere de øgede kulturkløfter i samfundet.
I 2014-2015: Frida Röhl ansættes som kunstnerisk leder, og i 15 tiltræder Lotta Lekvall som administrerende direktør. Den økonomiske situation er ved at stabilisere sig, og sideløbende igangsættes et større forandringsarbejde for at afklare Folketeaterns identitet og forankring. Publikumsudvikling, arbejdsprocesser og hvordan man afspejler nutiden diskuteres grundigt. På scenerne ses Blåvingar och Liljebrinks samt Kliniken, Röst og Bænken i samarbejde med Göteborgs Stadsmission og Unga Folkteatern. Restauranten FOLK får sin opstart og bliver et populært spisested med naturvin, nyskabende vegetarisk mad og arrangementer i foyeren.